# Клас, Жорж
Жорж Клас (нидерл. Georges Claes; 7 января 1920, Баутерсем, Бельгия — 14 марта 1994, Лёвен, Бельгия) — бельгийский профессиональный шоссейный велогонщик в 1939—1953 годах. Двукратный победитель велогонки  Париж — Рубе (1946, 1947). 

## Достижения
1941
1-й Гран-при Зоттегема
2-й Схал Селс
2-й Тур Лимбурга
1942
1-й Grand Prix du 1er mai - Prix d'honneur Vic De Bruyne
2-й Схал Селс
2-й Тур Фландрии
1943
2-й Флеш Валонь
2-й Чемпионат Бельгии — Групповая гонка
2-й À travers Paris
1944
5-й Париж — Рубе
1946
1-й Париж — Рубе
1947
1-й Париж — Рубе
1-й Тур Лимбурга
1948
3-й Париж — Рубе
1949
5-й Париж — Брюссель
1950
9-й Париж — Рубе
1951
3-й Схелдепрейс